# Dnjepr-Zuidelijke Boeg-liman
De Dnjepr-Zuidelijke Boeg-liman (Oekraïens: Дніпровсько-Бузький лиман, Russisch: Днепро-Бугский лиман, Krim-Tataars: Usu-Limani) is een open estuarium, of liman, van twee rivieren: de Dnjepr en de Zuidelijke Boeg. Het ligt aan de noordkust van de Zwarte Zee en wordt ervan gescheiden door het schiereiland Kinboern en de Kaap van Otsjakiv.

## Beschrijving

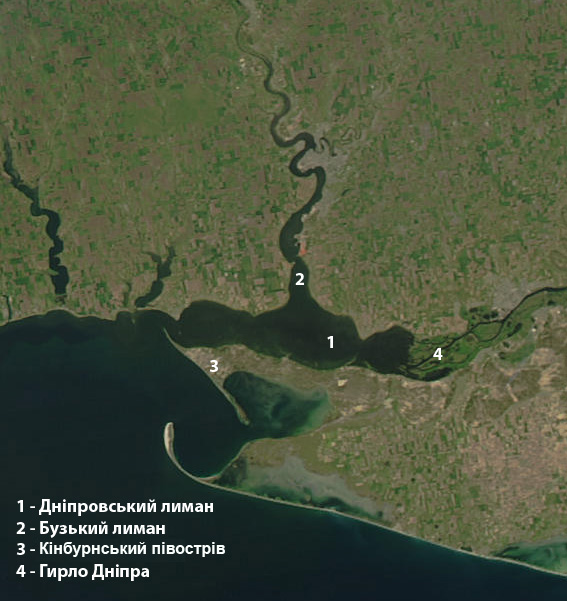
1: Dnjepr-liman; 2: Zuidelijke Boeg-liman; 3: schiereiland Kinboern; 4: monding Dnjepr

Het estuarium bestaat uit twee delen: de brede Dnjepr-liman (55 km lang, tot 17 km breed) en de smallere Boeg-liman (47 km lang, tot 11 km breed). De gemiddelde diepte is 6-7 meter en de maximale diepte 12 meter.
Het estuarium is belangrijk voor transport, recreatie en visserij. De belangrijkste haven is Otsjakiv.